# 2-Fenyloetyloamina
2-Fenyloetyloamina, pot. fenyloetyloamina – organiczny związek chemiczny z grupy amin, pochodna etyloaminy zawierająca grupę fenylową w pozycji 2 (jej izomerem podstawienia jest 1-fenyloetyloamina). Jest naturalnym związkiem biosyntetyzowanym z egzogennego aminokwasu fenyloalaniny poprzez enzymatyczną dekarboksylację. Występuje w ludzkim mózgu – przypuszcza się, że może pełnić rolę neuroprzekaźnika. Jest obecna także w wielu produktach spożywczych, szczególnie w czekoladzie. Istnieją przypuszczenia, że 2-fenyloetyloamina zawarta w żywności miałaby działanie psychoaktywne, gdyby nie to, że po dostaniu się do przewodu pokarmowego jest szybko metabolizowana przez enzym MAO-B, co uniemożliwia jej dotarcie w znacznej ilości do mózgu.
Badania prowadzone u osób wykonujących ćwiczenia fizyczne sugerują, że wydzielająca się podczas wysiłku 2-fenyloetyloamina może wywoływać zjawisko euforii biegacza, objawiające się poprawą nastroju oraz zwiększeniem wytrzymałości i odporności organizmu na ból. Wyniki badań wskazują, że trening o umiarkowanej intensywności podnosi stężenie 2-fenyloetyloaminy u większości ludzi, które zwiększa się ze wzrostem jego forsowności.

## Psychoaktywne pochodne 2-fenyloetyloaminy
Wiele pochodnych 2-fenyloetyloaminy ma silne działanie psychoaktywne – psychodeliczne, stymulujące lub empatogenne – ale najczęściej wszystkie te efekty (z przewagą jednego, co decyduje o klasyfikacji). Występują one w naturze jako hormony, neuroprzekaźniki oraz alkaloidy. Niektóre pochodne pełnią fundamentalne funkcje w układzie nerwowym jak na przykład dopamina, adrenalina czy noradrenalina. Roślinne alkaloidy to na przykład psychodelik meskalina, czy stymulanty efedryna i katyna. Na bazie 2-fenyloetyloaminy otrzymano wiele syntetycznych substancji psychoaktywnych. Najbardziej znane to amfetamina, MDMA (ecstasy) i metamfetamina. Obecnie znanych jest kilkaset syntetycznych pochodnych o działaniu psychoaktywnym.

### Potencjał uzależnienia i szkodliwości pochodnych psychoaktywnych
Pochodne 2-fenyloetyloaminy będące stymulantami (np. amfetamina, metamfetamina, katyna) mają dość znaczny potencjał uzależnienia psychicznego, fizycznego i wyraźną szkodliwość, empatogenne (np. MDMA, MDA, MDEA, 5-MAPB) mają zerowy/niski potencjał uzależnienia i niską szkodliwość. Pochodne psychodeliczne (np. meskalina, 2C-B, 2C-I, 2C-T-7) powodują efekty psychodeliczne podobne do psylocybiny i lizergamidów (np. LSD), lecz oprócz tego są nieco empatogenne i bardziej stymulujące. Ich potencjał uzależnienia jest podobny do pochodnych empatogennych, zaś szkodliwość nieco większa niż psylocybiny i lizergamidów, jednak nadal niska.

### Podział
Pochodne 2-fenyloetyloaminy ze względu na działanie dzieli się na:
- stymulanty – np. amfetamina, metamfetamina, efedryna, MDPV
- psychodeliki – np. meskalina, 2C
- empatogeny – np. MDA, MDMA, 5-MAPB
- leki odchudzające – np. fentermina, fenfluramina
- leki działające na układ oddechowy – np. efedryna, salbutamol
- leki przeciwdepresyjne – np. bupropion, fenelzyna.

| Nazwa                   | Rα                                                             | Rβ | R²   | R³        | R4         | R5   | RN      | Nazwa systematyczna                                    |
| ----------------------- | -------------------------------------------------------------- | -- | ---- | --------- | ---------- | ---- | ------- | ------------------------------------------------------ |
|                         | Możliwości podstawienia grup funkcyjnych w 2-fenyloetyloaminie |    |      |           |            |      |         |                                                        |
| tyramina                |                                                                |    |      |           | OH         |      |         | 4-hydroksyfenyloetyloamina                             |
| tyrozyna                | COOH                                                           |    |      |           | OH         |      |         | kwas 2-(m-hydroksyfenylo)-1-aminopropionowy            |
| fenyloalanina           | COOH                                                           |    |      |           |            |      |         | kwas 2-fenylo-1-aminopropionowy                        |
| dopamina                |                                                                |    |      | OH        | OH         |      |         | 3,4-dihydroksyfenyloetyloamina                         |
| adrenalina              |                                                                | OH |      | OH        | OH         |      | CH3     | β,3,4-trihydroksy-N-metylofenyloetylamina              |
| noradrenalina           |                                                                | OH |      | OH        | OH         |      |         | β,3,4-trihydroksyfenyloetyloamina                      |
| amfetamina              | CH3                                                            |    |      |           |            |      |         | α-metylofenyloetyloamina                               |
| metamfetamina           | CH3                                                            |    |      |           |            |      | CH3     | N,α-dimetylofenyloetyloamina                           |
| efedryna/pseudoefedryna | CH3                                                            | OH |      |           |            |      | CH3     | N-metylo-β-hydroksy-α-metylofenyloetyloamina           |
| metylokatynon           | CH3                                                            | =O |      |           |            |      | CH3     | (RS)-2-(metyloamino)-1-fenylopropan-1-on               |
| katyna                  | CH3                                                            | OH |      |           |            |      |         | β-hydroksy-α-metylofenyloetyloamina                    |
| bupropion               | CH3                                                            | =O |      | Cl        |            |      | C(CH3)3 | 3-chloro-N-tert-butylo-β-okso-α-metylofenyloetyloamina |
| fentermina              | (CH3)2                                                         |    |      |           |            |      |         | α,α-dimetylofenyloetyloamina                           |
| meskalina               |                                                                |    |      | OCH3      | OCH3       | OCH3 |         | 3,4,5-trimetoksyfenyloetyloamina                       |
| TMA                     | CH3                                                            |    |      | OCH3      | OCH3       | OCH3 |         | 3,4,5-trimetoksy-α-metylofenyloetyloamina              |
| TMA-2                   | CH3                                                            |    | OCH3 |           | OCH3       | OCH3 |         | 2,4,5-trimetoksy-α-metylofenyloetyloamina              |
| MDA                     | CH3                                                            |    |      | –O–CH2–O– | –O–CH2–O–  |      |         | 3,4-metylenodioksy-α-metylofenyloetyloamina            |
| MDMA                    | CH3                                                            |    |      | –O–CH2–O– | –O–CH2–O–  |      | CH3     | 3,4-metylenodioksy-N-metylo-α-metylofenyloetyloamina   |
| MMDA                    | CH3                                                            |    |      | –O–CH2–O– | –O–CH2–O–  | OCH3 |         | 3,4-metylenodioksy-5-metoksy-β-metylofenyloetyloamina  |
| MDEA                    | CH3                                                            |    |      | –O–CH2–O– | –O–CH2–O–  |      | CH2CH3  | 3,4-metylenodioksy-N-etylo-α-metylofenyloetyloamina    |
| MBDB                    | CH2CH3                                                         |    |      | –O–CH2–O– | –O–CH2–O–  |      | CH3     | 3,4-metylenodioksy-N-metylo-α-etylofenyloetyloamina    |
| 2,5-DMA                 | CH3                                                            |    | OCH3 |           |            | OCH3 |         | 2,5-dimetoksy-α-metylofenyloetyloamina                 |
| DOM                     | CH3                                                            |    | OCH3 |           | CH3        | OCH3 |         | 2,5-dimetoksy-4-metylo-α-metylofenyloetyloamina        |
| DOB                     | CH3                                                            |    | OCH3 |           | Br         | OCH3 |         | 2,5-dimetoksy-4-bromo-α-metylofenyloetyloamina         |
| DOI                     | CH3                                                            |    | OCH3 |           | I          | OCH3 |         | 2,5-dimetoksy-4-jodo-α-metylofenyloetyloamina          |
| 2C-B                    |                                                                |    | OCH3 |           | Br         | OCH3 |         | 2,5-dimetoksy-4-bromofenyloetyloamina                  |
| 2C-C                    |                                                                |    | OCH3 |           | Cl         | OCH3 |         | 2,5-dimetoksy-4-chlorofenyloetyloamina                 |
| 2C-D                    |                                                                |    | OCH3 |           | CH3        | OCH3 |         | 2,5-dimetoksy-4-metylofenyloetyloamina                 |
| 2C-E                    |                                                                |    | OCH3 |           | CH2CH3     | OCH3 |         | 2,5-dimetoksy-4-etylofenyloetyloamina                  |
| 2C-H                    |                                                                |    | OCH3 |           |            | OCH3 |         | 2,5-dimetoksyfenyloetyloamina                          |
| 2C-I                    |                                                                |    | OCH3 |           | I          | OCH3 |         | 2,5-dimetoksy-4-jodofenyloetyloamina                   |
| 2C-T-2                  |                                                                |    | OCH3 |           | SCH2CH3    | OCH3 |         | 2,5-dimetoksy-4-etylotiofenyloetyloamina               |
| 2C-T-7                  |                                                                |    | OCH3 |           | SCH2CH2CH3 | OCH3 |         | 2,5-dimetoksy-4-propylotiofenyloetyloamina             |
| 2C-T-21                 |                                                                |    | OCH3 |           | SCH2CH2F   | OCH3 |         | 4-(2-fluoroetylotio)-2,5-dimetoksyfenyloetyloamina     |
| PMA                     | CH3                                                            |    |      |           | OCH3       |      |         | 4-metoksy-α-metylofenyloetyloamina                     |
| 4-MTA                   | CH3                                                            |    |      |           | SCH3       |      |         | 4-metylotio-α-metylofenyloetyloamina                   |